# Istmio (hijo de Glauco)
Istmio fue un rey legendario de Mesenia, hijo de Glauco y nieto del rey Épito. Fue sucedido en el trono por su hijo Dotadas, prolongando así la sucesión pacífica en el gobierno de Mesenia.
Istmio ordenó la construcción de un santuario en Faras dedicado a Gorgaso y Nicómaco, hijos de Macaón.